# Rodrigo Espíndola
Rodrigo Espíndola (* 29. Juli 1989 in Monte Grande; † 13. Mai 2016 ebenda) war ein argentinischer Fußballspieler.

## Karriere
Der 1,83 Meter große Defensivakteur Espíndola stand mindestens seit 2010 im Kader des argentinischen Klubs Chacarita Juniors. Dort kam er in der Saison 2009/10 zu vier Einsätzen in der Primera División. Ein Tor erzielte er nicht. Bis Ende Juni 2013 absolvierte er in den folgenden Spielzeiten insgesamt 17 Partien in der Primera B Nacional und 34 Begegnungen (ein Tor) in der Primera B Metropolitana. Überdies wurde er viermal in der Copa Argentina eingesetzt. Anfang Juli 2013 wechselte er zum Racing Club. Dort kam Espíndola jedoch nur in der Reserve zum Einsatz. Ein Jahr später schloss er sich im Juli 2014 Nueva Chicago an. 15-mal lief er in der Primera B Nacional für den Klub auf und schoss ein Tor. 2015 wurde er während der Erstligazugehörigkeit des Klubs zudem sechsmal eingesetzt.

## Tod
Als sich Espíndola am späten Abend des 12. Mai 2016 vor seinem Haus von Verwandten verabschiedete, wurde er bei einem Raubüberfall durch einen Bauchschuss schwer verletzt. Er starb in den frühen Morgenstunden des Folgetages im Krankenhaus an den Folgen dieser Verletzung.
Espíndola war verheiratet und hatte zum Zeitpunkt seines Todes einen sechs Monate alten Sohn.